# 2011 في بيرو
فيما يلي قوائم الأحداث التي وقعت خلال عام 2011 في بيرو.

## سياسة

### تعيين في المنصب
- 28 يوليو – أويانتا هومالا رئيس بيرو.

### انتهاء فترة المنصب
- 28 يوليو – آلن غارسيا رئيس بيرو.

## رياضة
- 1 يناير – بطولة أمريكا الجنوبية للشباب تحت 20 سنة 2011

## وفيات

### مارس
- 22 مارس – خوسيه سوريانو (مواليد 1917) لاعب كرة قدم بيروفي.